# ペルピニャン大学
ペルピニャン大学 （フランス語: Université de Perpignan、カタルーニャ語: Universitat de Perpinyà Via Domitia）は、フランス・ペルピニャンの大学。1349年創立。中世大学。

## 歴史

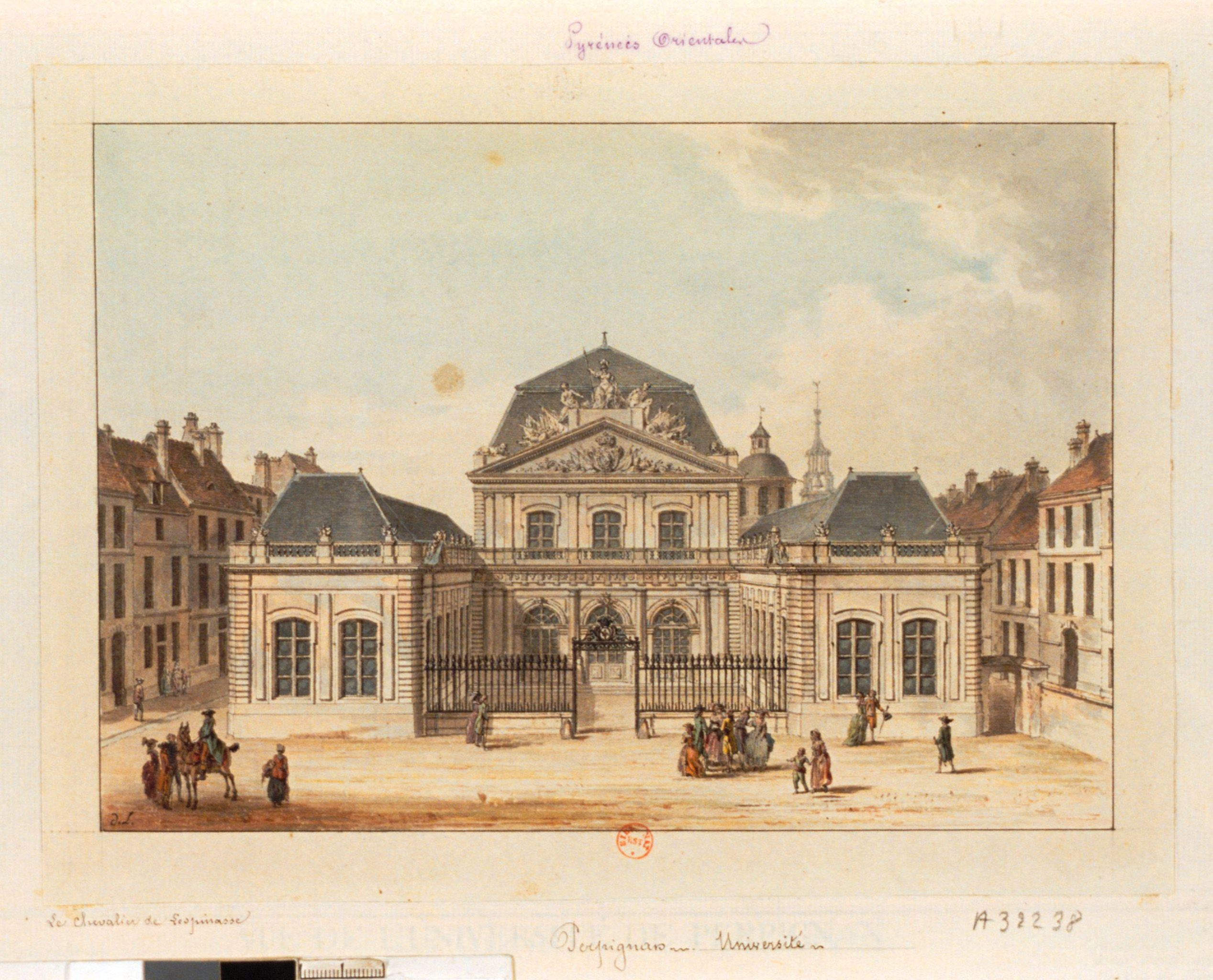
1780年のペルピニャン大学

1276年以降のペルピニャンはマヨルカ王国の首都だったが、1344年にはアラゴン王国のペドロ4世によってアラゴン王国に併合された。1349年にはペドロ4世によって現在のペルピニャン大学が創立された。1220年創立のモンペリエ大学、1229年創立のトゥールーズ大学などに次いで、フランス南西部において有数の歴史を持つ大学である。
フランス革命時の1794年に閉鎖されたが、1971年にペルピニャンに再び高等教育機関が設立され、1979年には財政的・行政的・教育的に独立した大学として復活した。

## 組織
4のUFE（Unités de formation et de recherche）と3のアンスティチュからなる。
- 法学・経済学部（Faculté de droit et des sciences économiques、UFR des Sciences juridiques et économiques） - UFR
- 文学・人文科学部（Faculté des lettres et des sciences humaines、UFR des Lettres et Sciences humaines）- UFR
- 理学部（Faculté des sciences、UFR des Sciences exactes et expérimentales） - UFR
- STAPS（UFR des Sciences et techniques des activités physiques et sportives） - UFR
- IUT（Institut universitaire de technologie） - アンスティチュ
- IAE（Institut d'administration des entreprises） - アンスティチュ
- IFCT（Institut transfrontalier franco-catalan) - アンスティチュ
- Sup'ENR（École d'ingénieurs sup'ENR） - 技師学校

## 所在地
- ペルピニャン（ピレネー＝オリアンタル県）
- ナルボンヌ（オード県）
- カルカソンヌ（オード県）
- フォン＝ロムー＝オデイヨ＝ヴィア（ピレネー＝オリアンタル県）
- マンド（ロゼール県）
- トータヴェル（ピレネー＝オリアンタル県）